# ナチェス (給油艦)
|          |                                      |
| 艦歴     |                                      |
| 発注     |                                      |
| 起工     | 1919年6月8日                         |
| 進水     | 1920年6月2日                         |
| 就役     | 1920年10月25日                       |
| 退役     |                                      |
| 除籍     |                                      |
| その後   | 1942年1月23日に戦没                  |
| 性能諸元 |                                      |
| 排水量   | （軽荷）5,400トン （満載）14,800トン |
| 全長     | 475 ft (144.8 m)                     |
| 全幅     | 56 ft (17.1 m)                       |
| 吃水     | 26 ft 6 in (8.1 m)                   |
| 機関     | 3連成蒸気機関2基                     |
| 最大速   | 20ノット (46km/h)                    |
| 乗員     | 144名                                |
| 兵装     | 機銃69基 魚雷発射管10基 戦闘機13機   |

ナチェス (USS Neches, AO-5) は、アメリカ海軍の給油艦。艦名はテキサス州を流れるナチェス川にちなむ。

## 艦歴
ナチェスはボストン海軍工廠社で1919年6月8日に起工し、1920年6月2日にロバート・グリフィン海軍少将夫人によって進水。艦長H・T・メリウェザー大佐の指揮下1920年10月25日に就役する。
就役後、ナチェスは第17燃料船 (Fuel Ship No. 17) として分類され、1922年以降はボストンを拠点とする。東海岸での大西洋艦隊の演習には常に同行し、燃料補給のほか標的の曳航も行った。また、重油やガソリンの積み取りのため、テキサス州ポートアーサーへ何度か航海した。
1922年3月、ナチェスはマサチューセッツ州フォール・リバーへの航海を終えるとノーフォークに回航され、次いで西海岸のメア・アイランドへの回航を命じられる。回航後はサンディエゴを新しい母港とし、太平洋艦隊付属のタンカーとして行動した。1926年5月1日からはメア・アイランド海軍造船所でオーバーホールに入り、新型の油圧ガソリン収納装置を装備した。以後の15年間、ナチェスは太平洋艦隊艦艇に対する全般支援に従事し、またパナマ運河地帯を介してカリブ海とハワイの間を何度も往復した。
1941年12月8日の真珠湾攻撃の日、ナチェスはサンディエゴから真珠湾へ向かう途中だった。12月10日に真珠湾に到着すると、ただちに燃料や物資の陸揚げを行った。このころ、ウェーク島にも日本艦隊が押し寄せており、残存戦闘機や砲台が必死の反撃を行って一度は攻略部隊を追い返した。しかし、ウェーク島守備隊の運命は依然風前の灯であり、守備隊を救うため応援部隊が編成される。空母サラトガ (USS Saratoga, CV-3) を中心として、フランク・J・フレッチャー少将を指揮官とする第14任務部隊が主体となってウェーク島に急行することとなり、ナチェスは水上機母艦タンジール (USS Tangier, AV-8) とともに第14任務部隊に加わってウェーク島に急行した。ウィルソン・ブラウン中将の第11任務部隊も、予定されていたギルバート諸島奇襲を取り消して第14任務部隊の支援にあたらせた。ところが、太平洋艦隊司令長官代理ウィリアム・パイ中将が海軍作戦部長ハロルド・スターク大将と合衆国艦隊司令長官アーネスト・キング大将に伺いを立てたところ、ウェーク島守備隊の士気を考慮したものの、「兵力の増強より撤退すべきだ」との示唆を受けたため、第14任務部隊と第11任務部隊によるウェーク島救援は取り消され、2つの任務部隊は真珠湾に引き返した。間もなくウェーク島守備隊は日本軍に降伏し、ウェーク島の戦いは終わった。真珠湾へ帰投後、ナチェスはハルクとして活用されていたDCH 1を処分するため湾外に曳航し、12月26日に砲撃処分した。
真珠湾攻撃で戦艦は壊滅したものの空母が無傷だったため、1942年に入ると空母任務部隊による奇襲作戦が計画される。効果のほどはどうであれ、日本軍が推し進める南方作戦の牽制になるという期待はあった。ナチェスは第11任務部隊付属として一連の攻撃に加わることとなった。1月22日午後、ナチェスはウェーク島攻撃に向かう第11任務部隊とともに真珠湾を出撃した。真夜中を回ったころ、ナチェスは自艦から約1,000メートル以内に潜水艦がいると判断し、回避行動をとる。翌1月23日3時10分ごろ、ナチェスの船体中央部に重い衝撃が走り、不発の魚雷によるものだと判断された。魚雷は日本の伊号第七二潜水艦（伊72）からのものであり、伊72は10分後に再び魚雷を発射。魚雷は1本がナチェスの右舷艦尾の機関室に命中し、機関室にはおびただしい海水が流れ込んだ。3時28分には伊72が左舷側からも攻撃を仕掛けてるのが見えた。ナチェスの5インチ砲は潜航する伊72に対して、3時35分まで盛んに発砲を行った。やがてナチェスは航行を停止し、右舷側に大きく傾いて4時37分に沈没した。沈没地点は北緯21度01分 西経160度06分 / 北緯21.017度 西経160.100度で、ホノルル西方135浬地点付近だった。
ナチェスの沈没は、奇襲作戦に修正をもたらした。第11任務部隊は、ナチェスがなければ燃料が不足して、ウェーク島近海に取り付くことができなかった。しかし、この当時の太平洋艦隊は代わりに投入できる給油艦を持っていなかったため、第11任務部隊によるウェーク島攻撃は中止となり、部隊は真珠湾に引き返した。ウィリアム・ハルゼー中将の第16任務部隊によってウェーク島の日本軍に打撃を与えたのは、ナチェスが沈没してから1カ月後の2月24日のことであった。